# Adrianus Petit Coclico

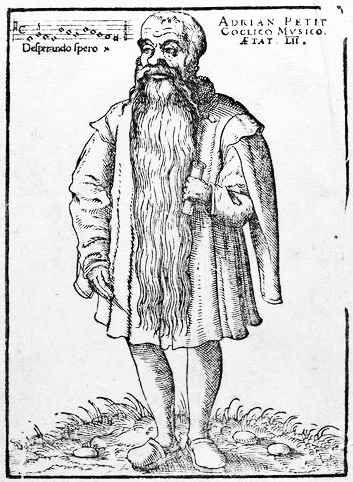
Adrianus Petit Coclico (1552)

Adrianus Petit Coclico (* 1499 oder 1500 in Flandern; † nach September 1562 in Kopenhagen) war ein franko-flämischer Komponist, Sänger und Musiktheoretiker der Renaissance.

## Leben und Wirken
Die Annahme seines Geburtsjahrs ergibt sich aus einem Holzschnitt-Bildnis des Komponisten von 1552, bei dem „AETAT: LII“ vermerkt ist, und die Region seiner Herkunft stammt von einem Selbstzeugnis. Allerdings gibt es bis zum Jahr 1545 keinerlei Belege zu seinem Lebenslauf. Er selbst behauptet, Schüler von Josquin Desprez gewesen zu sein, außerdem, vor seinem Übertritt zum Protestantismus in den Diensten des französischen und englischen Königs gestanden zu haben und Papst Paul III. in Rom gedient zu haben. Die heutigen Musikhistoriker neigen zu der Vermutung, dass solche Angaben mehr der Inszenierung der eigenen Person dienen sollten, um aktuelle Bittgesuche zu unterstützen.
Im September 1545 schrieb er sich zum Studium an der Universität Wittenberg ein und erteilte Musikunterricht in derselben Stadt. Im darauf folgenden Jahr hat er sich, unterstützt von der Universität, um eine Professur bei Kurfürst Johann Friedrich von Sachsen beworben, hatte aber keinen Erfolg. Vom Sommer 1546 bis Sommer 1547 unterrichtete er dann an der Universität Frankfurt an der Oder. Aus seiner Wittenberger Zeit war noch ein Ehescheidungsverfahren in der Schwebe, und Coclico ging für kurze Zeit nach Stettin. Anschließend, von 1547 bis 1550, war Coclico am Hof von Herzog Albrecht von Brandenburg in Königsberg tätig, wo er in der Gehaltsliste als „musicus“ bezeichnet wurde. Hier geriet er nach einiger Zeit  in theologische Kontroversen und musste Königsberg wegen seiner unaufgelösten Ehe und einem neuen Verhältnis zu einer Frau 1550 verlassen. Ende dieses Jahres kam er nach Nürnberg und fand Aufnahme im Haus des Musikverlegers Johann Berg.
In Coclicos Nürnberger Zeit sind wohl seine Motettensammlung Consolationes im Stil der Musica reservata entstanden, welche hauptsächlich auf Psalmtexten beruhen; ebenfalls hier erschien seine musiktheoretische Abhandlung Compendium musices. Er gründete in Nürnberg mit finanzieller Unterstützung des Stadtrats eine Schule für Musik, Französisch und Italienisch, die einen anderen Schwerpunkt als die städtischen Lateinschulen hatte; die Subvention wurde jedoch schon ein halbes Jahr später wieder gestrichen. Coclico verließ Nürnberg im Jahr 1555 und ging nach Schwerin an den Hof von Herzog Johann Albrecht I. von Mecklenburg, wo er für ein Jahr blieb. Schließlich wandte er sich nach Kopenhagen, wo er ab Juli 1556 als Sänger und Musiker an der Hofkapelle von König Christian III. von Dänemark angestellt war, für den er auch mehrere Motetten geschrieben hat. Dort ist er sechs Jahre später verstorben.

## Bedeutung
In seinem musiktheoretischen Werk Compendium musices legt Coclico bei der Vertonung von Texten das Hauptgewicht auf den sinngemäßen und grammatikalisch-syntaktisch richtigen Vortrag des Worts, was von vielen nachfolgenden Komponisten aufgegriffen wurde. Für seine Aussage, er wolle mit seiner Abhandlung die sogenannte Musica reservata wieder gebührend ins Bewusstsein rufen, verwendet er vorwiegend Ausdrucksweisen des Humanismus. Wörtlich schreibt er hierzu: „Vere musicus est et habetur, non qui de numeris, prolationibus, signis ac valoribus multa novit garrire et scribere, sed qui docte et dulciter cantit, cuilibet notae debitam syllabam applicans ac ita componit, ut laetis verbis laetos addat numeros et e contra“ [=„Wahrhaft als ein Musicus ist jemand zu bezeichnen, der nicht über die Rhythmen, Verhältnisse, Zeichen und Werte viel zu schwätzen und zu schreiben versteht, sondern der verständig und schön singt, jeder Note die passende Silbe zuordnet und so komponiert, daß er zu fröhlichen Texten fröhliche Rhythmen schreibt und entsprechend gegenteilig (traurigen Texten traurige Rhythmen zuordnet)“]. Im Anschluss an den römischen Rhetoriklehrer Marcus Fabius Quintilianus (35 – 96 n. Chr.), der in einem Kapitel seines Werks der drei klassischen Lehrmethoden der Rhetorik die Kunst der Nachahmung hervorhebt (Praeceptum, exemplum et imitatio [=Regel, Beispiel und Nachahmung]), nennt Coclico für das Gebiet der Musik ars, exercitatio et imitatio [=Lehre, Übung und Nachahmung] als die wichtigsten Eigenschaften guter rhetorischer Textbehandlung. In der Behandlung von Interpretationen legt er besonderen Wert auf gesangstechnische Fähigkeiten. Die Behandlung von Kanons ist umfangreich dargestellt. Seine Abhandlung enthält zwei- bis achtstimmige Kanons, unter denen ein achtstimmiger Doppelchor im Krebskanon besondere Beachtung verdient. Coclico unterscheidet in seinem Traktat durchaus zwischen Kontrapunkt und Komposition, gibt aber keine Definition dieser Begriffe. Insgesamt verringern offensichtlich falsche Behauptungen des Autors die Glaubwürdigkeit seiner Ausführungen, dennoch sind diese eine wichtige Quelle für die Lehre von der Musica poetica seiner Zeit. Die 41 Motetten der Musica reservata sind von einer eigentümlichen Ausdrucksstärke und geben Beispiele für sein Verständnis des Wort-Ton-Verhältnisses.

## Werke
- Kompositionen (Vokalmusik)
  - Individualdruck „Musica reservata. Consolationes piae ex psalmis Davidicis“ zu vier Stimmen (Nürnberg 1552)
  - „Disce bone clerices“ zu vier Stimmen (Königsberg 1558)
  - „Nulla quidem virtus“ zu fünf Stimmen
  - „Si consurrexistis“ zu acht Stimmen
  - „Venite exultemus Domino“ zu fünf Stimmen
- Abhandlung
  - „Compendium musices“ (Nürnberg 1552)